# Znaki usposobljenosti Slovenske vojske
Znaki usposobljenosti Slovenske vojske so oznake Slovenske vojske, ki označujejo usposobljenost (in VED) pripadnika SV.

## Seznam znakov
- znak usposobljenosti SV - vojaški alpinist
- znak usposobljenosti SV - vojaški gornik
- znak usposobljenosti SV - vojaški gorski vodnik
- znak usposobljenosti SV - vojaški reševalec
- znak usposobljenosti SV - tankist
- znak usposobljenosti SV - pribočnik predsednika RS
- znak usposobljenosti SV - garda
- znak usposobljenosti SV - topničar
- znak usposobljenosti SV - minometalec
- znak usposobljenosti SV - inženirec
- znak usposobljenosti SV - član posadke oklepnega vozila
- znak usposobljenosti SV - protioklepnik
- znak usposobljenosti SV - protiletalec
- znak usposobljenosti SV - vezist
- znak usposobljenosti SV - RKBO
- znak usposobljenosti SV - voznik
- znak usposobljenosti SV - vojaški policist
- znak usposobljenosti SV - pilot
- znak usposobljenosti SV - pilot letalske brigade
- znak usposobljenosti SV - letalski mehanik
- znak usposobljenosti SV - padalec
- znak usposobljenosti SV - zdravnik
- znak usposobljenosti SV - medicinska sestra
- znak usposobljenosti SV - bolničar
- znak usposobljenosti SV - športna enota
- znak usposobljenosti SV - orkester SV
- znak usposobljenosti SV - predavatelj
- znak usposobljenosti SV - obramboslovec na stažiranju
- znak usposobljenosti SV - šola za častnike
- znak usposobljenosti SV - šola za podčastnike
- znak usposobljenosti SV - šola za častnike vojnih enot
- znak usposobljenosti SV - vojaški policist MORiS
- znak usposobljenosti SV - izvidnik MORiS
- znak usposobljenosti SV - glasbenik MORiS